# Ильиных, Иван Михайлович
Иван Михайлович Ильиных (13 ноября 1914 года — 25 марта 1987 года) — участник Хасанских боев и советско-финской войны, шофёр-санитар 85-го медико-санитарного батальона 49-й стрелковой дивизии 13-й армии Карельского фронта, рядовой; один из первых медицинских работников, удостоенный звания «Герой Советского Союза».

## Биография
Родился 13 ноября 1914 года в деревне Комарово Осинского уезда Пермской губернии, ныне Чернушинского района Пермского края. Его отец, Ильиных Михаил Петрович, участник Первой мировой войны погиб на фронте, когда сыну было 2 года, а позже, когда Ивану исполняется 11 лет, умирает его мать. Вскоре его определяют в детский дом, где он окончил семилетнюю школу и курсы шоферов. С 1933 года работал в колхозе.
В Красной Армии с 1936 года, служил шофером-санитаром медико-санитарного батальона мотострелковой дивизии, первое боевое крещение получил в 1938 году во время боев у озера Хасан. За смелость и решительность И. М. Ильиных был награждён командованием «Почётной грамотой». В декабре 1938 года демобилизовался и вернулся в родное село, где снова стал работать в колхозе шофером.
В сентябре 1939 года снова призван в Красную Армию и с декабря 1939 года участвовал в боях советско-финской войны.
Иван Михайлович 7 декабря 1939 года в районе незамерзающей реки Таппокен-Йоки под огнём противника, по наведённому советскими воинами понтонному мосту, доставлял раненых с поля боя на медпункты, рискуя жизнью, совершил четыре рейса.
В ночь на 19 декабря 1939 года И. М. Ильин получил задание вместе с санитарами добраться на автомашине до полуразрушенного дзота и доставить в тыл, находившихся в нём тяжелораненых советских бойцов. Выехав на передовую, вынужден был оставить свою машину около противотанкового рва и ползком пробираться к дзоту, освещаемому и обстреливаемому противником. Первому он оказал медицинскую помощь тяжелораненому командиру, а затем, несмотря на сложную обстановку, множество раз переползал от дзота к санитарной автомашине.

 Указом Президиума Верховного Совета СССР от 7 апреля 1940 года «за героический подвиг, проявленный при выполнении боевых заданий командования на фронте борьбы с финской белогвардейщиной», красноармейцу Ильиных Ивану Михайловичу присвоено звание Героя Советского Союза с вручением ордена Ленина и медали «Золотая Звезда» (№ 400). 
О службе Иван Михайлович Ильных писал:

«Мне пришлось на деле показать своё умение оказывать первую помощь раненым бойцам, выносить их с поля битвы под огнём вражеских орудий. Я получил настоящую боевую закалку».
После советско-финской войны Иван Михайлович был направлен в школу Министерства внутренних дел, по окончании которой получил звание старшего лейтенанта милиции и работал старшим госавтоинспектором в Москве весь период Великой Отечественной войны. В 1945 году он закончил 2-годичную школу автомехаников и до ухода на заслуженный отдых работал по специальности на автобазе № 2. Жил в Москве. Умер 25 марта 1987 года. Похоронен в Москве, на Кунцевском кладбище (уч. 9-2).

## Награды
- Медаль «Золотая Звезда» Героя Советского Союза (07.04.1940, № 400).
- Орден Ленина (07.04.1940).

## Память
- Бюст И. М. Ильиных в числе 12 Героев Советского Союза и 2 полных кавалеров ордена Славы, жителей Чернушинского района, установлен на Аллее Славы, открытой 9 мая 2010 года в городе Чернушка.
- В родной деревне ему была установлена мемориальная доска.
- Имя воина-водителя, Героя Советского Союза Ильиных И. М. увековечено на стене памяти Уссурийского высшего военного автомобильного командного училища.